# Erwin Buder
Johannes Erwin Buder (* 22. Juli 1885 in Ebersbach/Sa.; † 20. Oktober 1915) war ein deutscher Kunstturner.

## Biografie
Johannes Buder nahm an den Olympischen Sommerspielen 1912 in Stockholm teil. Mit der deutschen Mannschaft, die ausschließlich aus Turnern des Allgemeinen Akademischen Turnerbund Leipzig bestand, belegte er im Freien System den vierten und im Mannschaftsmehrkampf den fünften Platz.
Buder studierte Philologie. Er fiel am 20. Oktober 1915 als Soldat im Ersten Weltkrieg.